# Alto Amacoite 2da. Sección
Alto Amacoite 2da. Sección är en ort i Mexiko.   Den ligger i kommunen Ostuacán och delstaten Chiapas, i den sydöstra delen av landet, 600 km öster om huvudstaden Mexico City. Alto Amacoite 2da. Sección ligger 131 meter över havet och antalet invånare är 224.
Terrängen runt Alto Amacoite 2da. Sección är platt åt nordost, men åt sydväst är den kuperad. Runt Alto Amacoite 2da. Sección är det ganska glesbefolkat, med 25 invånare per kvadratkilometer. Närmaste större samhälle är Ostuacán, 19,7 km öster om Alto Amacoite 2da. Sección. Trakten runt Alto Amacoite 2da. Sección består till största delen av jordbruksmark.